# Madame Simone
Madame Simone, seudónimo de Pauline Benda Porché (conocida también como Simone Le Bargy), París 3 de abril de 1877 - Montgeron, 17 de octubre de 1985 fue una escritora y actriz de teatro francesa. En 1960 recibió el Gran Premio de literatura de la Academia Francesa, mientras que fue distinguida como Comendador de la Legión de Honor; además, fue miembro del jurado para el Premio Femina desde 1935 a 1985.

## Obras

### Novelas
- Le Désordre, París, Plon, 1930.
- Jours de colère, París, Plon, 1935.
- Le Paradis terrestre, París, Gallimard, 1935.
- Québéfi, Genève, éd. du Milieu du monde, 1943.
- Le Bal des ardents, París, Plon, 1951.

### Memorias
- L'Autre roman, París, Plon, 1954.
- Sous de nouveaux soleils, París, Gallimard, 1957.
- Ce qui restait à dire, París, Gallimard, 1967.
- Mon nouveau testament, París, Gallimard, 1970.
- Correspondance 1912-1914, con Alain-Fournier, editado po Claude Sicard, París, Fayard, 1992.

## Participación en teatro
- 1902: Le Détour de Henri Bernstein, Théâtre du Gymnase
- 1903: Le Retour de Jérusalem de Maurice Donnay, Théâtre du Gymnase
- 1905: La Rafale de Henri Bernstein, Théâtre du Gymnase
- 1906: Le Voleur de Henri Bernstein, Théâtre de la Renaissance
- 1907: Samson de Henri Bernstein, Théâtre de la Renaissance
- 1910: Chantecler de Edmond Rostand, Théâtre de la Porte-Saint-Martin
- 1913: Le Secret de Henri Bernstein, Théâtre des Bouffes-Parisiens
- 1916: L'Amazone de Henry Bataille, Théâtre de la Porte-Saint-Martin
- 1919: La Jeune Fille aux joues roses de François Porché, Théâtre Sarah Bernhardt
- 1921: Le Passé de Georges de Porto-Riche, Comédie-Française
- 1922: Judith de Henri Bernstein, Théâtre du Gymnase
- 1923: La Gardienne de Pierre Frondaie, Théâtre de la Porte-Saint-Martin
- 1925: La Vierge au grand cœur de François Porché, dirigido por Simone Le Bargy, Théâtre de la Renaissance
- 1934: Un roi, deux dames et un valet de François Porché, Teatro de los Campos Elíseos